# Kenneth Wiesner
Kenneth George „Ken” Wiesner (ur. 17 lutego 1925 w Milwaukee, zm. 20 marca 2019 w Minocqua) – amerykański lekkoatleta, skoczek wzwyż.
Na Igrzyskach Olimpijskich w Helsinkach w 1952 zdobył srebrny medal. W 1945 został halowym mistrzem Stanów Zjednoczonych (wraz z Joshem Williamsonem).
Swój halowy rekord życiowy (2,102 m) ustanowił 28 marca 1953 w Chicago. Jego rekord życiowy na otwartym stadionie, który został ustanowiony 22 czerwca 1946 w Minneapolis wynosi 2,041 m.